# 紀元前581年
紀元前581年（きげんぜん581ねん）は、西暦（ローマ暦）による年。紀元前1世紀の共和政ローマ末期以降の古代ローマにおいては、ローマ建国紀元173年として知られていた。紀年法として西暦（キリスト紀元）がヨーロッパで広く普及した中世時代初期以降、この年は紀元前581年と表記されるのが一般的となった。

## 他の紀年法
- 干支 : 庚辰
- 日本
  - 皇紀80年
  - 綏靖天皇元年
- 中国
  - 周 - 簡王5年
  - 魯 - 成公10年
  - 斉 - 霊公元年
  - 晋 - 景公19年
  - 秦 - 桓公23年
  - 楚 - 共王10年
  - 宋 - 共公8年
  - 衛 - 定公8年
  - 陳 - 成公18年
  - 蔡 - 景侯11年
  - 曹 - 宣公14年
  - 鄭 - 成公4年
  - 燕 - 昭公6年
  - 呉 - 寿夢5年
- 朝鮮
  - 檀紀1753年
- ユダヤ暦 : 3180年 - 3181年

## できごと

### 中国
- 晋の景公が大夫の糴茷を楚に派遣した。
- 衛の定公の弟の黒背が軍を率いて鄭に侵入した。
- 鄭の公子班が成公の庶兄の公子繻を国君に立てた。
- 鄭の人が公子繻を殺して、成公の子の髠頑（釐公）を立てたため、公子班は許に亡命した。
- 晋の景公の病が重くなり、子の寿曼（厲公）を立てて国君とした。
- 晋は魯・斉・宋・衛・曹と連合して鄭を攻撃した。

## 死去
- 晋の景公